# 吉格梅·旺楚克
吉格梅·旺楚克爵士，KCIE（宗喀語：འཇིགས་མེད་དབང་ཕྱུག་，威利：'jigs med dbang phyug，THL：Jigme Wangchuck；1905年1月29日—1952年3月30日），不丹第二任國王。
吉格梅·旺楚克是國王乌颜·旺楚克的長子，他在英國受教育，學習英國文學、印地語文學和佛教文學。
在他統治期間，不丹基本上保持著與世隔絕的狀態，僅僅與英國保持外交關係。不丹的外交事務由英国政府「指導」，1949年以后，轉由獨立後的印度負責。
1952年逝世，由兒子吉格梅·多吉·旺楚克繼位。

## 榮譽

### 國内勛獎
- 不丹
  -  金質一等摩诃罗阇乌颜·旺楚克獎章（1909年11月17日頒發）

### 外國勛獎
- 英属印度
  -  爵级司令級印度帝国勋章（CIE，1927年3月11日頒發）
  -  爵级大司令級印度帝国勋章（KCIE，1930年6月3日頒發）
  -  銀質德里杜尔巴奖章（英语：Delhi_Durbar_Medal_(1911)）（1911年12月12日頒發）
- 英国
  -  喬治五世國王銀禧紀念獎章（英语：King George V Silver Jubilee Medal）（1935年5月6日頒發）
  -  喬治六世國王加冕典禮紀念獎章（英语：King George VI Coronation Medal）（1937年5月12日頒發）